# Équitation aux Jeux olympiques d'été de 1984
Navigation
Moscou 1980 Séoul 1988
Les épreuves d'équitation aux Jeux olympiques d'été de 1984 à Los Angeles étaient le saut d'obstacles, le dressage et le concours complet, disputées à titre individuel et par équipe. Les compétitions équestres se déroulèrent sur neuf jours. Chaque fédération nationale pouvait inscrire 14 cavaliers et 22 chevaux (l’âge minimum pour la compétition était de six ans).

## Site et organisation des compétitions
Les compétitions équestres eurent lieu sur l'hippodrome de Santa Anita Park à Arcadia en Californie, au nord-est de Los Angeles. Cet hippodrome s'étend sur 200 hectares et offre des écuries pour 2 100 chevaux. L'enceinte avait été inaugurée en 1934, sa tribune comptait 15 500 places et le parking pouvait accueillir 22 000 voitures. Seul le service de presse rencontra quelques problèmes car il n'y avait pas assez de télex (principal moyen de transmission à cette époque) et pratiquement aucun accès aux concurrents. Pour la première fois les épreuves équestres olympiques étaient organisées par une équipe possédant des compétences éprouvées et une longue expérience des compétitions.
Contrairement à la tradition en place depuis 1924 selon laquelle la finale de saut d'obstacles a lieu avant la cérémonie de clôture dans le stade olympique, l'ensemble du programme équestre s'est déroulé sur le terrain de Santa Anita en raison de contraintes organisationnelles.

## Participation
30 pays participèrent aux épreuvesː Argentine, Australie, Autriche, Belgique, Bermudes, Brésil, Canada, Chili, Danemark, Équateur, Finlande, France, République fédérale d’Allemagne (RFA), Grande-Bretagne, Guatemala, Irlande, Italie, Japon, Mexique, Pays-Bas, Nouvelle-Zélande, Norvège, Pérou, Porto Rico, Espagne, Suède, Suisse, États-Unis, Îles Vierges américaines, Yougoslavie . 157 cavaliers y prirent part, 66 en saut d'obstacles ; 43 en dressage et 48 en concours complet.

## Saut d'obstacles
Les États-Unis, qui avaient remporté de 1980 à 1983 toutes les finales de la Coupe du Monde FEI et qui faisaient partie des favoris, ont remporté la médaille d’or avec une supériorité rarement atteinte auparavant. Joe Fargis (États-Unis) et Touch of Class ont été les premiers à réaliser le doublé dans la compétition olympique par équipe.
51 cavaliers ont participé à la compétition individuelle le jour de la clôture.15 pays ont utilisé le quota complet de 3 participants. En outre, il y avait 6 cavaliers concourant à titre individuel pour 6 pays. Seules 2 des 51 participants étaient des femmes et elles se sont particulièrement bien comportées. Heidi Robbiani sur Jessica pour la Suisse a remporté la médaille de bronze et Melanie Smith avec Calypso a été à égalité pour la septième place. Sur les 51 chevaux, trois seulement étaient des juments. Encore une fois, elles ont très bien réussi: Touch of Class a permis à Joe Fargis de remporter la médaille d’or olympique, Jessica et Heidi Robbiani ont pris la troisième place et Overton Amanda avec Michael Whitaker a accompli une première manche brillante avant de faire tomber sept obstacles en deuxième manche.

## Dressage
Les places du stade de Santa Anita qui peut accueillir 22 000 spectateurs, ont toutes été vendues pour les trois jours de compétition de dressage. 43 couples représentant 18 nations ont pris part au Grand Prix, dont 12 nations ayant pu présenter des équipes complètes de 3. La République fédérale d'Allemagne a de nouveau remporté l'or par équipe grâce à une prestation remarquable de Reiner Klimke sur Ahlerich.
Avec 1797 points (71,88%), Reiner Klimke remporta le Grand Prix, 96 points devant Anne-Grethe Jensen sur Marzog, vainqueur du titre européen l’année précédente, et 184 devant Otto Hofer.

## Concours complet
Malgré l’espace disponible à Santa Anita, il n’a pas été possible d'y maintenir les épreuves d'endurance. Après le rejet d'autres sites, Fairbanks Ranch, une propriété de 1 240 acres située à 30 km au nord de San Diego, et dont le sol est constitué de sable de rivière fin, pratiquement exempt de roches, a été choisie. L’océan Pacifique n’est qu’à 10 km et par chance, une brise de mer se manifesta juste au moment où le premier cheval a débuté le cross-country. 50 000 billets à 20 USD chacun ont été vendus.
La compétition a commencé à Santa Anita avec deux jours de dressage. Les États-Unis ont rapidement pris les devants devant la Suède, la France et la Grande-Bretagne. Individuellement, le Suisse Hansueli Schmutz et Oran, les champions d'Europe en 1981 étaient en tête, suivis par les Américains Bruce Davidson et Karen Stives, et le vainqueur final, Mark Todd sur Charisma.
Les tests d'endurance au Fairbanks Ranch comportaient les épreuves suivantes :
A Routes et pistes 4 180 m 19 min
B Steeple-chase 3,105 m 4 ½ min, 9 obstacles
C Routes et pistes 11 779 m 53 ½ min
D Cross-country 7 410 m 13 min, 33 obstacles
Le septième obstacle du parcours de cross-country construit par Neil Ayer s’est avéré le plus difficile. Il fallait d'abord franchir correctement de l'eau sur une passerelle tout en disposant de l'espace nécessaire pour sauter à nouveau par-dessus un rocher dans l'eau. Hansueli Schmutz, le leader du dressage, y a perdu tout espoir de remporter l'or à la suite d'un refus.
Après une journée de repos utilisée pour transporter les chevaux à Santa Anita, la compétition de saut d'obstacles n'a connu qu'un seul changement majeur: Karen Stives et Ben Arthur avec une faute ont perdu de l'or au bénéfice de Mark Todd et Charisma, cheval âgé de 11 ans. Virginia Holgate fut troisième sur Princess. Les États-Unis ont gagné de justesse l’or par équipe avec 186,00 points contre 189,20 pour la Grande-Bretagne. La République fédérale d’Allemagne prit la troisième place avec quatre compétiteurs de moins de 30 ans. Parmi eux se trouvait Bettina Overesch, qui, sous son nom marital de Bettina Hoy, a remporté de nombreuses autres épreuves prestigieuses.

## Tableau des médailles
| Rang | Pays                 | Médaille d'or | Médaille d'argent | Médaille de bronze | Total |
| 1    | États-Unis           | 3             | 2                 | 0                  | 5     |
| 2    | Allemagne de l'Ouest | 2             | 0                 | 2                  | 4     |
| 3    | Nouvelle-Zélande     | 1             | 0                 | 0                  | 1     |
| 4    | Royaume-Uni          | 0             | 2                 | 1                  | 3     |
| 5    | Suisse               | 0             | 1                 | 2                  | 3     |
| 6    | Danemark             | 0             | 1                 | 0                  | 1     |
| 7    | Suède                | 0             | 0                 | 1                  | 1     |

## Épreuves
| Épreuve                     | Or | Argent | Bronze |
| Dressage individuel         | Reiner Klimke sur Ahlerich | Anne Jensen-Tornblad sur Marzog | Otto Hofer sur Limandus |
| Dressage par équipe         | Allemagne de l'Ouest Reiner Klimke sur Ahlerich Uwe Sauer sur Montevideo Herbert Krug sur Muscadeur                                   | Suisse Otto Hofer sur Limandus Christine Stueckelberger sur Tansanit Amy-Cathérine de Bary sur Aintree                               | Suède Ulla Håkansson sur Flamingo Louise Nathhorst sur Inferno Ingamay Bylund sur Aleks                                                  |
| Concours complet individuel | Mark Todd sur Charisma | Karen Stives sur Ben Aurthur | Virginia Leng sur Priceless |
| Concours complet par équipe | États-Unis John Michael Plumb sur Blue Stone Karen Stives sur Ben Arthur Torrance Fleischmann sur Finvarra Bruce Davidson sur JJ Babu | Royaume-Uni Virginia Leng sur Priceless Ian Stark sur Oxford Blue Diana Clapham sur Windjammer Lucinda Green sur Regal Realm         | Allemagne de l'Ouest Bettina Overesch sur Peacetime Burkhard Tesdorpf sur Freedom Claus Erhorn sur Fair Lady Dietmar Hogrefe sur Foliant |
| Saut d'obstacles individuel | Joseph Fargis sur Touch of Class | Conrad Homfeld sur Abdullah | Heidi Robbiani sur Jessica |
| Saut d'obstacles par équipe | États-Unis Joseph Fargis sur Touch of Class Conrad Homfeld sur Abdullah Leslie Howard sur Albany Melanie Smith sur Calypso            | Royaume-Uni Michael Whitaker sur Overton Amanda John Whitaker sur Ryans Son Steven Smith sur Shining Example Timothy Grubb sur Linky | Allemagne de l'Ouest Paul Schockemöhle sur Deister Peter Luther sur Livius Franke Sloothaak sur Farmer Fritz Ligges sur Ramzes           |